# جويون
لي جو-يون (الكورية: Lee Ju-eun؛ من مواليد 7 يونيو 1995 في سوون بمقاطعة جيونجي بكوريا الجنوبية) والمعروفة باسم جويون، هي مغنية وممثلة كورية جنوبية عرفت بعملها كعضو في مجموعة الفتيات الكورية الجنوبية دي آي إيه. ظهرت لأول مرة منفردة مع الأغنية المنفردة الأولى "Easy Breezy" التي شارك فيها المغني سيو إن جوك في 27 أبريل 2023.